# John Flaxman

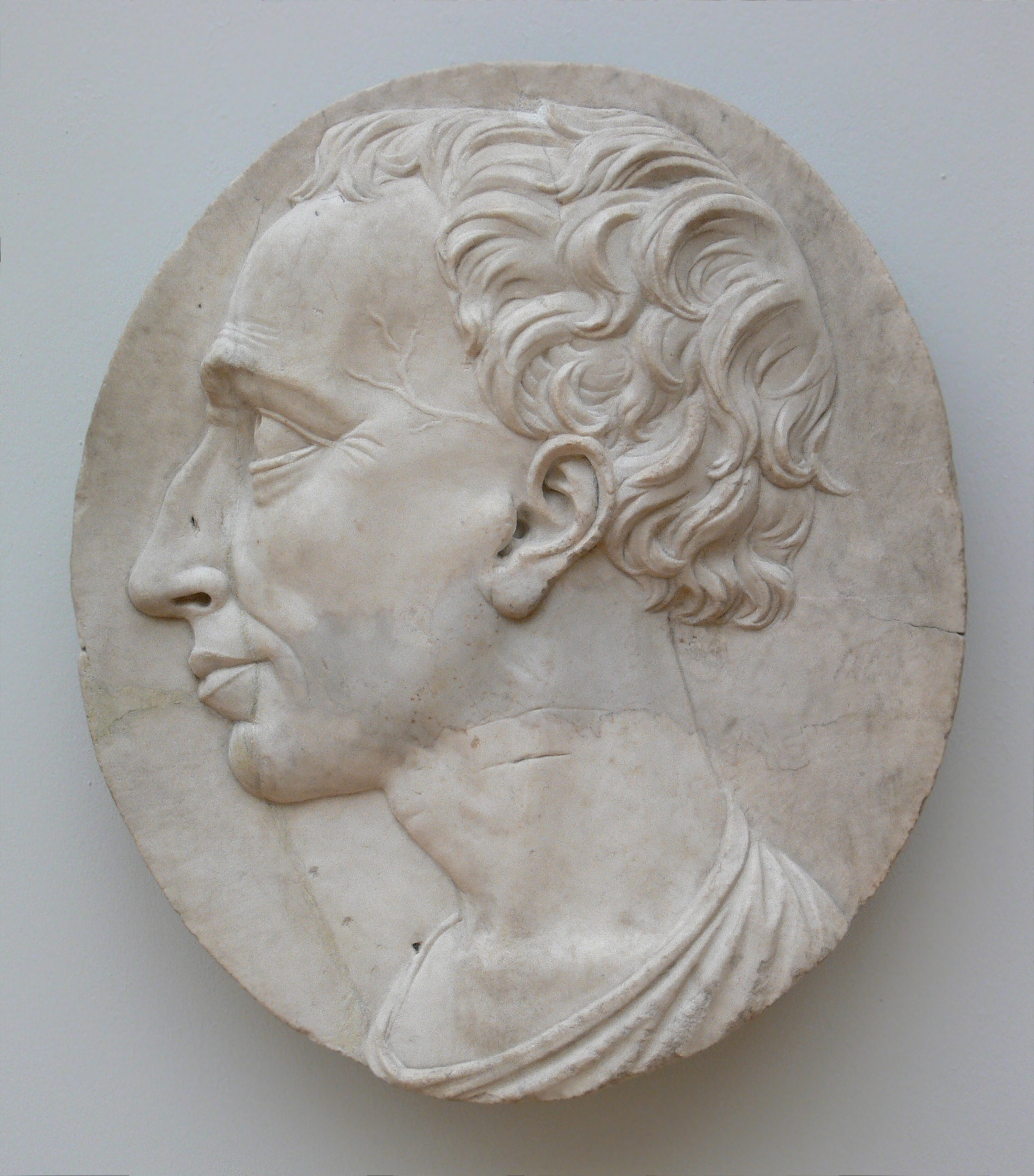
Portréja Henry Fuseliről

John Flaxman (York, 1755. július 6. – London, 1826. december 7.) angol szobrász, éremművész.

## Élete
Tanult apjától, aki szintén szobrász volt, majd a londoni királyi akadémiát látogatta. 1787-ben Olaszországba ment, ahol – Canovával egyidejűleg – hét évet töltött. Hazatérése után 1800-ban tagja, majd 1810-ben tanára lett a londoni akadémiának. Flaxman úgy mint Canova, egészen klasszicista művész volt. Kevesen fogták föl a görög domborművek lényegét olyan tökéletesen, mint ő. Homérosz Odüsszeiájához (Róma, 1793; Riepenhausen, Schnorr és mások újra metszették) Íliászához (London, 1795); Dantehoz (uj kiad. 1867); Aiszkhülosz és Hésziodoshoz, hat könyörgése és Ugolinója rajzai népszerűkké lettek. Domborművei közül legkitűnőbbek: Achilleus pajzsa, a Vestatűz, Caesar halála, Apolló és Marpeisa, William Jones, amint összegyűjti az indiai törvénykönyveket, Legyen meg a te akaratod stb. Elkészítette a görög vígjáték életnagyságú szobrát, egy Viktória (Leeds), egy alvó gyermek, Psyché, Apolló mint pásztor és John Kemble (Westminsteri apátság) márványszobrait. Nagy számmal készített emlékszobrokat is, ilyenek Mansfield lord és a Ba család (Micheldever, Hampshire-ben), Joshua Reynolds és Adam Howe (London, Pál templom), Pitt szobra (Glasgow), Nelson síremléke a londoni Pál templomban és Collin költő emléktáblája a chichesteri templomban. Élete vége felé elvont fogalmak, különösen vallásos eszmék visszaadására törekedett, amiért is gyakran átlépte művészetének határait. Anatómiai tanulmányai Anatomical studies of the bones and muscles for the use of artists (London, 1833); elméleti iratai Lectures on sculpture (uo. 1829 óta többször) címmel jelentek meg.